# Metro w Walencji
Metro w Walencji (hiszp. Metrovalencia) – system transportu miejskiego obsługujący miasto Walencja i niektóre przedmieścia. Powstało na bazie wcześniejszej kolejki wąskotorowej, po której pozostała szerokość toru – 1000 mm. Pierwsza linia uruchomiona została w 1988 roku. System dociera do odległych przedmieść. Długość wszystkich linii wynosi 161 km (z czego 29 km pod ziemią i 131 km na powierzchni). Część stacji została zaprojektowana przez Santiago Calatravę. Linie nr 4, 6, 8 i 10 są zwykłymi liniami tramwajowymi, po której kursuje 44 nowoczesnych tramwajów niskopodłogowych. W roku 1996 Metro de Valencia przewiozło 20 040 483 pasażerów, natomiast w 2019 roku już 69 442 400 osób.
| Linia | Trasa                                                 | Długość | Stacje | Pasażerowie w 2019      | Typ     |
| 1     | Bétera – Castelló                                     | 72,1 km | 40     | 9 808 295               | Metro   |
| 2     | Llíria – Torrent Avinguda                             | 39,5 km | 33     | 9 124 791               | Metro   |
| 3     | Rafelbunyol – Aeroport                                | 24,7 km | 27     | 14 147 324              | Metro   |
| 4     | Mas del Rosari Lloma Llarga Terramelar – Doctor Lluch | 17,0 km | 33     | 6 644 251               | Tramwaj |
| 5     | Marítim – Aeroport                                    | 13,2 km | 18     | 10 774 501              | Metro   |
| 6     | Tossal del Rei – Marítim                              | 10,1 km | 21     | 2 112 300               | Tramwaj |
| 7     | Marítim – Torrent Avinguda                            | 15,5 km | 16     | 7 702 423               | Metro   |
| 8     | Neptú – Marítim                                       | 1,2 km  | 4      | 433 213                 | Tramwaj |
| 9     | Alboraia Peris Aragó – Riba-roja de Túria             | 24,9 km | 23     | 8 695 441               | Metro   |
| 10    | Alacant – Natzaret                                    | 5,3 km  | 8 (11) | otwarcie 2022-05-17     | Tramwaj |
| 11    | Alacant – Marina València                             | 7,6 km  | (10)   | planowane otwarcie 2025 | Tramwaj |
| 12    | Alacant – Hospital La Fe                              | 4,1 km  | (6)    | planowane otwarcie 2026 | Tramwaj |
| 14    | Marítim – Barrio del Cristo                           | ? km    | ?      | projektowane            | Metro   |

## Galeria zdjęć

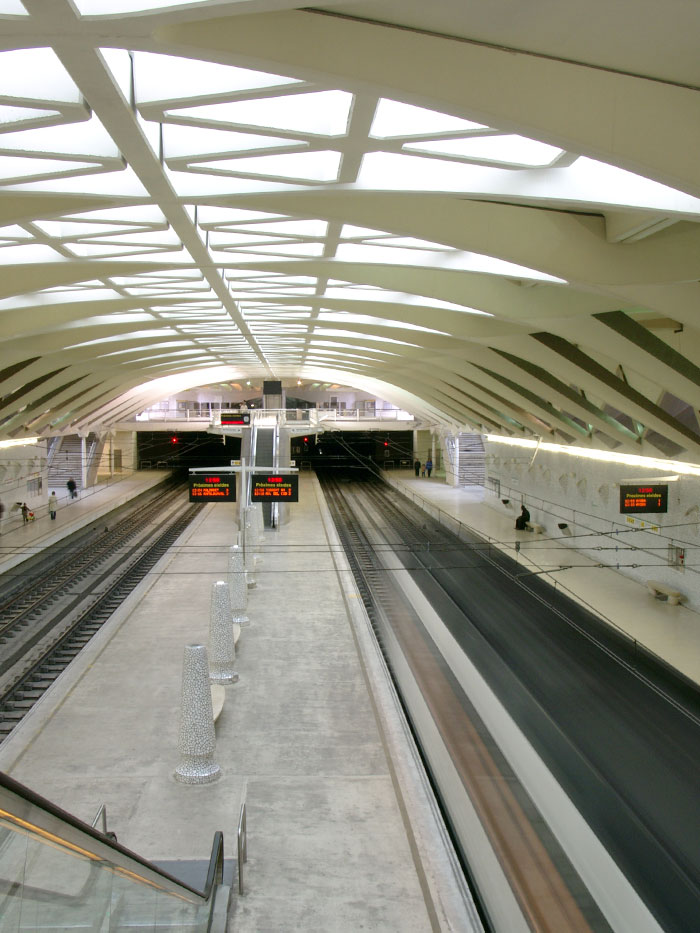
Stacja Alameda
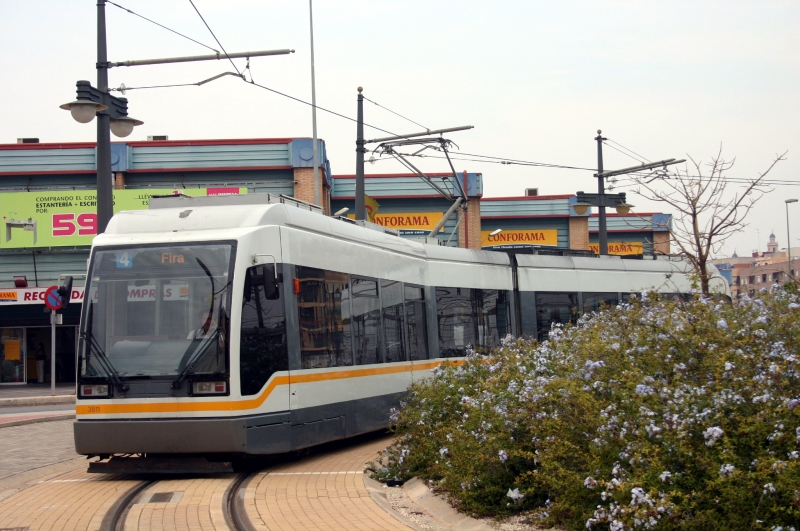
Tramwaj typu CAF/Siemens na trasie linii T4
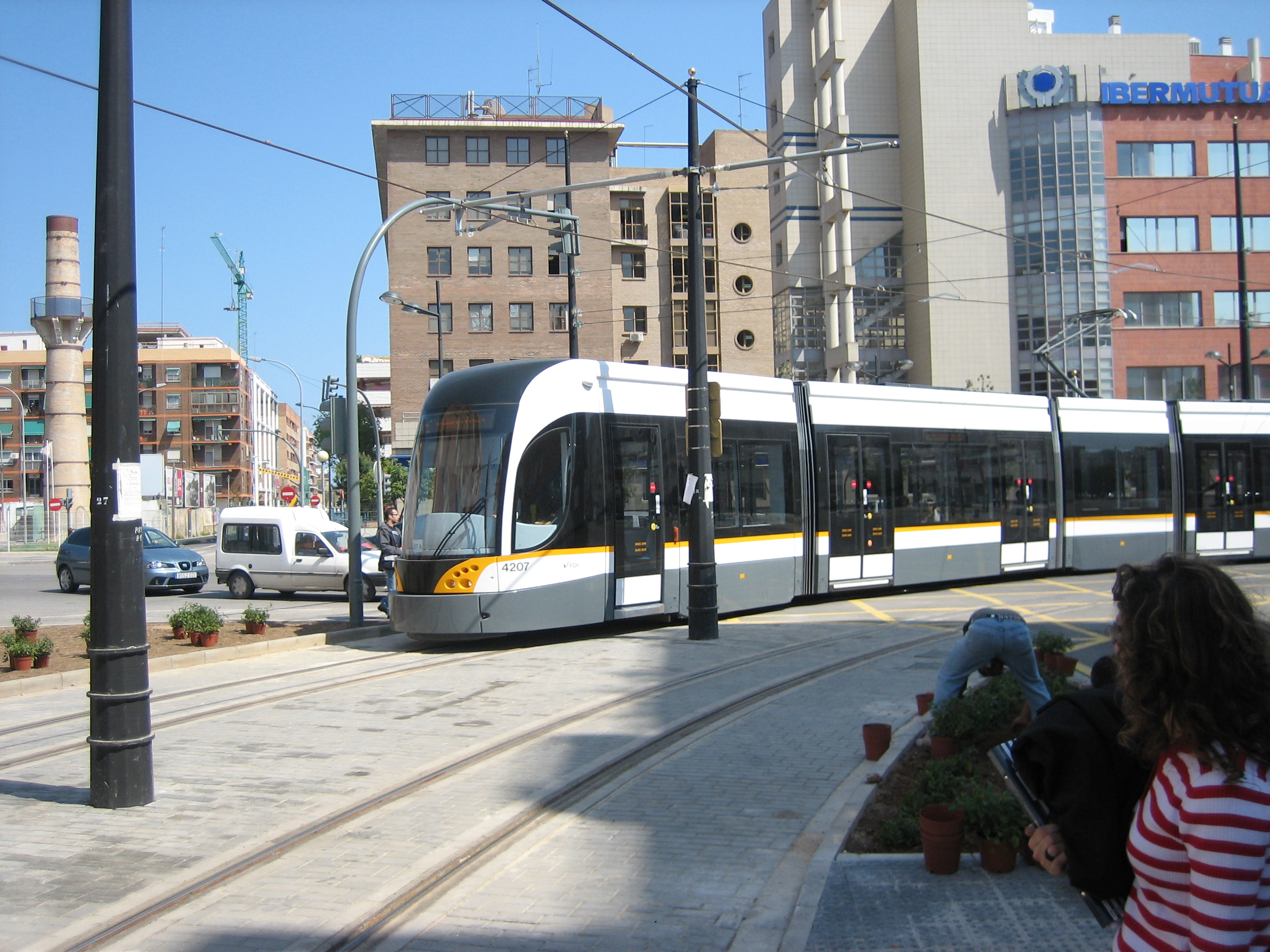
Tramwaj marki Bombardier Flexity Outlook Cityrunner
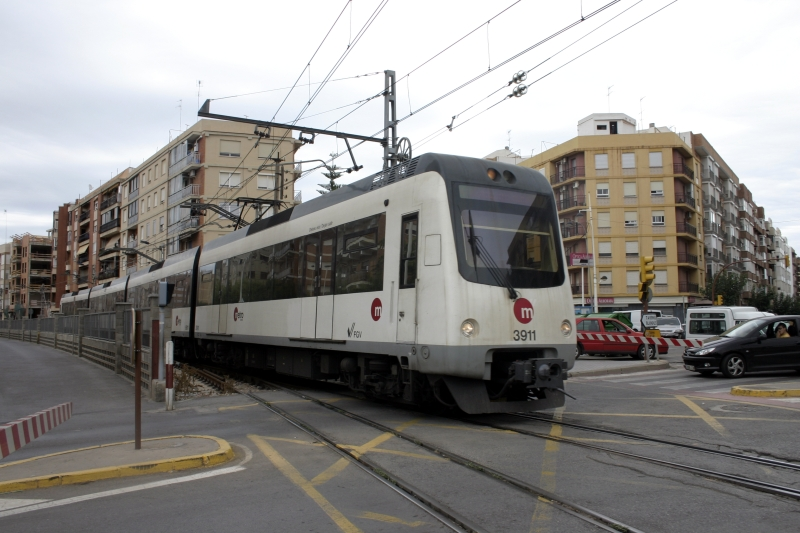
Pociąg metra serii 3900
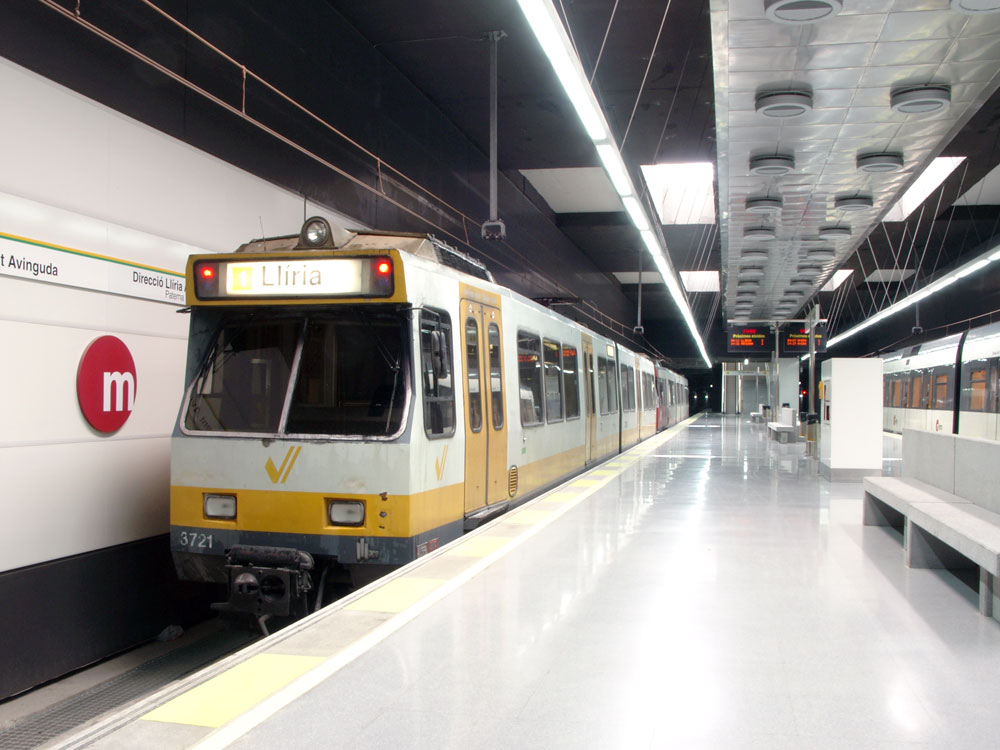
Pociąg serii 3700 na trasie linii 1 na stacji metra Torrent avinguda
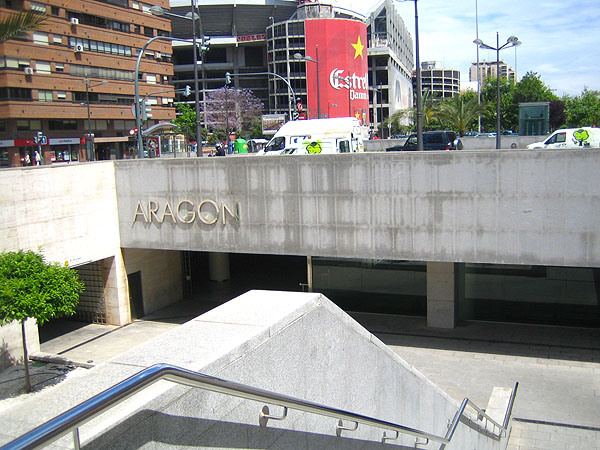
Wejście do stacji metra Aragó